# Minab

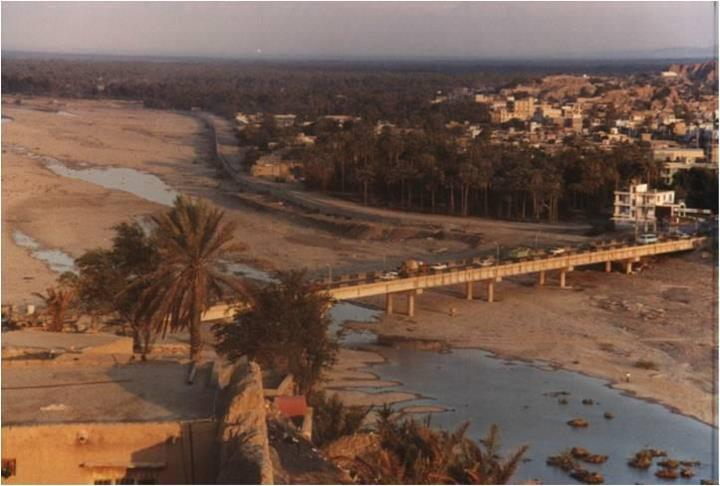
Aceasta poză reprezintă Minab

Minab este un oraș din Iran.